# Толковый словарь
Толко́вый слова́рь — вид словаря с описанием.
Толковый словарь изъясняет лексическое значение слов. Слово толкуется только один раз, а сочетание слов даётся в толковом словаре столько раз, сколько слов входит в это словосочетание, — один раз с толкованием, остальные с отсылкой. Такие словари, как правило, предназначены для носителей родного языка. Примеры:  
- Толковый словарь живого великорусского языка В. И. Даля (1863—1866). Слово «толковый» по отношению к словарю впервые было использовано в названии этого произведения[1].
- Толковый словарь русского языка (1935—1940) под редакцией Д. Н. Ушакова — 4-х томное издание[2].
- Большой толковый словарь русского языка (1998) под редакцией С. А. Кузнецова.